# Alakina Mann
Alakina Sarah Mann (* 1. August 1990 in Surrey) ist eine britische Schauspielerin, welche als Kinderdarstellerin zwischen 2001 und 2004 aktiv war.
Alakina Mann wurde nach einem größeren Casting an britischen Schulen zusammen mit James Bentley für den Film The Others entdeckt. Alakina Mann selbst hatte keinerlei schauspielerische Ausbildung. Für ihre Rolle der Anne Stewart wurde sie für den Goya, den Young Artist Award und den Saturn-Award für die beste Nachwuchsdarstellerin nominiert. 2003 spielte sie Cornelia Vermeer in Das Mädchen mit dem Perlenohrring.

## Filmografie
- 2001: The Others
- 2003: Das Mädchen mit dem Perlenohrring (Girl with a Pearl Earring)
- 2004: Fungus der Nachtschreck (Fungus the Bogeyman, Fernsehserie, zwei Folgen)